# 新すぃ○○!
『新すぃ○○!』（あたらすぃまるまる）は、2004年4月から同年9月までTBS系列で放送されていた深夜バラエティ番組である。武田鉄矢主演ドラマ『3年B組金八先生』のパロディに武田本人が出演した。司会はお笑いコンビ・さまぁ〜ずと当時TBSアナウンサーだった小林麻耶。

## 番組概要
前番組の『新すぃ日本語』がリニューアルされた番組だが、番組の趣旨や内容は一新された。その内容は、主に「3年すぃ組金八ィ先生」という本番組にも出演している武田鉄矢主演のドラマ『3年B組金八先生』のパロディ・コントや、漫才の選手権大会・M-1グランプリ優勝のフットボールアワーなど若手芸人によるミニコントなどであった。

## 出演者
- さまぁ〜ず（大竹一樹・三村マサカズ）
- 小林麻耶（当時TBSアナウンサー）
- 武田鉄矢
- フットボールアワー（岩尾望・後藤輝基）
- 友近
- カリカ（林克治・家城啓之）
- ハローバイバイ（関暁夫・金成公信）

## 「3年すぃ組金八ィ先生」のキャスト
- 武田鉄矢：桜高校3年すぃ組・国語担当。半ズボンをはいている。
- 三村マサカズ：教頭
- 大竹一樹：化学担当
- 小林麻耶：実習生
- 若手芸人（「出演者」参照）：生徒
- 金八の出演者も生徒としてゲスト参加していた。

「教師が女子生徒に手を出すのも無理はない」と金八先生本人が語っていたなど、金八時代の裏話も披露された。

## スタッフ
- 企画 : 江藤俊久
- 総合演出 : 宮尾毅
- プロデューサー : 安田淳、大久保竜
- チーフプロデューサー : 荒井昌也
- 制作 : TBSエンタテインメント（現：TBSテレビ）
- 製作著作 : TBS